# Hirasa lichenea
Hirasa lichenea là một loài bướm đêm trong họ Geometridae.